# سالامانکا (شهرک)، نیویورک
سالامانکا (به انگلیسی: Salamanca) یک منطقهٔ مسکونی در ایالات متحده آمریکا است که در شهرستان کاتاراگوس، نیویورک واقع شده‌است. سالامانکا ۴۷٫۲۸ کیلومتر مربع مساحت و ۴۷۰ نفر جمعیت دارد و ۴۳۲ متر بالاتر از سطح دریا واقع شده‌است.